# Toyota Sera
Toyota Sera — автомобиль, выпускавшийся фирмой Toyota с 1990 по 1995 годы. Всего выпущен 15941 автомобиль. На этой модели установлен кузов в стиле «биодизайн». Название модели «SERA» происходит от французского глагола «быть» (etre) в будущем времени, что можно перевести как «Будет».

## История
Впервые дизайн был представлен публике в 1987 г. на Токийском автосалоне как концепткар AXV-II. В серийное производство пошла модель с увеличенными габаритами и более мощным двигателем.
Автомобиль построен на базе широко распространённых компактов Toyota Tercel (двигатель и трансмиссия) и Toyota Starlet (подвеска) и использует унифицированные с ними комплектующие. Различаются три периода производства: Previous term ( март 1990 года  - май 1991 года), Mid term (май 1991 года - июнь 1992 года), Latter term (июнь 1992 года - декабрь 1995 года), во время которых производились незначительные модификации конструкции, экстерьера и интерьера. Оригинальный внешний вид, конструкция дверей и стеклянная крыша делали эту машину узнаваемой в общем потоке.
Sera стала экспериментальной площадкой для автоконцерна Toyota по отладке серийного применения ряда новых технологий в автомобилестроении, возникших в конце 80-х годов.
Именно поэтому автоконцерн запустил Sera в серийное производство, хотя с точки зрения маркетинга было очевидно — модель не окупится, несмотря на ажиотажный спрос в первый год выхода на рынок.
Sera стала первенцем автоконцерна, открывшем эру «биодизайна» в производственной линейке моделей Toyota, которая достигла своего пика в середине 90-х.
«Биодизайн» имитирует характерные для живой природы обтекаемые формы. Существовавшие ранее тенденции к обтекаемости доводятся до крайности, и автомобили приобретают очень округлую, «зализанную» форму, похожую на окатанную гальку. Такой стиль часто мелькал в формах концепт-каров, но до серийного производства не доходил.
К началу 90-х годов широкое использование компьютерных технологий при проектировании кузова позволило создавать поверхности куда более сложной формы, чем раньше, а использование промышленных роботов нового поколения позволило точно сопрягать такие сложные кузовные панели при сборке.
Но решающей причиной появления серийного автомобиля стала разработка концерном Toyota технологии «гибкой прессовой системы» (Flexible Press System — FPS) и необходимость обкатки технологического процесса на небольшом, мелкосерийном автомобиле, которым и стал Toyota Sera.
Технологический процесс FPS включал в себя ряд передовых, на тот момент, технологий:
1. Гидравлическая листовая штамповка (hydroforming). Технология ранее применялась только для изготовления небольших деталей сложной формы, как отражатели фар. Концерн Toyota стал первым, кто применил эту технологию для изготовления больших деталей, таких как капот, кузовные панели, оперение кузова. Суть метода заключается в наличии всего одной штамп-матрицы (вместо особо точной пары матрица-пуансон), давление на лист металла оказывает жидкая среда, подаваемая внутрь штампа под высоким давлением. Так как давление во всём объёме жидкой среды одинаково и не зависит от направления, согласно закону Паскаля, такой метод позволяет получить детали с высокой точностью, с минимальной деградацией толщины заготовки, позволяет на 50 % увеличить глубину вытяжки и уменьшить дефекты поверхности изделия, по сравнению с классическим методом.
2. Высокоскоростной трехкоординатный раскрой заготовки углекислотным лазером. Линия FPS имеет два углекислотных лазера для высокоскоростного и высокоточного раскроя заготовок. Контуры линии реза легко изменяются управляющей компьютерной системой. Применение лазерной резки позволило в несколько раз сократить время обработки детали.
3. Многоплунжерная штамповка. Применение устройства для отбортовки в шести направлениях (по два в вертикальной, горизонтальной и поперечной плоскостях) позволило производить операции простой и фасонной отбортовки кромки одновременно.

Sera стала первым серийным автомобилем Toyota на котором применена оптика ближнего света с линзой и теневой маской в фокальной плоскости.
На Sera была впервые установлена (и в самом полном комплекте) акустическая система SLSS.
Автомобиль часто упоминаем за первое применение дверей типа «крыло бабочки» в серийном автомобиле. Однако первое применение дверей такого типа было зарегистрировано на автомобиле Alfa Romeo 33 Stradale, выпущенном с 1967 по 1969 годы в количестве 18 штук. Так как Toyota Sera официально поставлялась только на внутренний японский рынок, двери такого типа становятся широко известны публике только появлением в начале 90-х годов таких моделей как McLaren F1 и Enzo Ferrari, и воспринимаются как «эксклюзив» и признак «суперкара».
Разработку и совершенствование механики открывания дверей для серийного автомобиля Toyota проводила в течение трёх лет.
Впервые применяются сложные формы остекления, как на боковых дверях, и бескаркасная, полностью стеклянная, задняя дверь.
Производство Toyota Sera было начато 9 февраля 1990 года, начало продаж - 8 марта 1990 года. Производство автомобиля было завершено 14 декабря 1995 года. Данные о постановке на учёт в Японии:
| Год              | 1990  | 1991 | 1992 | 1993 | 1994 | 1995 | 1996 |
| Зарегистрировано | 11200 | 3727 | 1238 | 578  | 345  | 272  | 8    |

## Конструкция
Производился только один вариант кузова EXY10, в который устанавливался только один тип двигателя 5E-FHE (форсированная версия обычного 5E-FE), 4-цилиндровый 16-клапанный верхневальный TwinCam, мощностью 110 л.с. при 6400 об/мин, с приводом на переднюю ось.
Двигатель отличается от устанавливаемого в Toyota Cynos и Toyota Tercel аналогичного периода производства отсутствием «акустического впускного коллектора» ASIC, которому просто не нашлось места под капотом, и, как следствие, сниженной на 5 л.с. мощностью.
Посадочная формула 2+2, рассчитанная на два полноценных места и два уменьшенных, «детских», сзади.
Посадка на задний ряд сидений исключительно удобна ввиду отсутствия крыши над головой пассажира при открытой двери.
Дверь открывается и поддерживается при помощи газовой пружины с усилием 120—130 кг и находящегося внутри двери амортизатора-балансира, изменяющего рычаг давления пружины в зависимости от нагрузки (угла открытия двери). Задняя дверь выполнена полностью из стекла, без металлических несущих элементов.
Коробка передач
- автоматическая 4-ступенчатая А242L-712
- механическая 5-ступенчатая C155-642, опционально могла комплектоваться дифференциалом повышенного трения вязкозного типа

Тормозная система
- передние тормоза — дисковые, однопоршневые, вентилируемые
- задние тормоза
  - барабанные
  - вместе с опциональной системой АБС дисковые невентилируемые

Подвеска
- передняя — независимая типа МакФерсон со стабилизатором поперечной устойчивости
- задняя — полузависимая торсионная балка

## SLSS
Аудиосистема SLSS — Super Live Surround Sound — настолько сильно отличалась от обычной, на тот момент, автомобильной аудиосистемы, что Toyota Sera SLSS была выделена как отдельная комплектация.
Аналогичная система SLSS, но в упрощённом виде, без механизации, могла устанавливаться на автомобили Toyota Levin/Trueno выпускавшиеся с 1991 г. и Toyota Ceres/Marino выпускавшиеся с 1992 г.
Аудиосистема SLSS включает в себя:
- 10 источников звука
  - 2×120 мм СЧ динамика в дверях
  - 2×25 мм ВЧ сателлита в углах панели
  - 1×80 мм СЧ динамик в центре панели
  - 2×100 мм СЧ динамика и 2×25 мм ВЧ сателлита на задней полке
  - 1×120 мм НЧ динамик сабвуфера в багажном отсеке
- 2DIN головное устройство CD/MD/AM/FM со встроенным эффектором на DSP процессоре Fujitsu
- 5-канальный усилитель, общей выходной мощностью 133 Вт под панелью
- механизация — сервоприводы, поворачивающие акустику на задней полке для изменения направления звука на слушателя

Имеет три режима работы
- Normal — обычный звук, без цифровой обработки
- Casual mode — концертный зал — используется расширение стереобазы, задняя акустика поворачивается на 45 градусов, и слушателя достигает звук, отражённый от заднего стекла
- Fun key mode — стадион — в дополнение к Casual mode вводятся дополнительные задержки и реверберации звука

Наличие системы SLSS увеличивало массу автомобиля на 20 кг.

## Спорт и тюнинг
Несмотря на высокие динамические характеристики базового автомобиля и унификацию с популярным в автоспорте Toyota Starlet Sera не нашла спортивного применения.
Причиной тому, кроме ограниченной серии автомобиля
- низкая жёсткость кузова на скручивание, обусловленная конструкцией дверей и фактическим отсутствием крыши
- большая сложность установки каркаса безопасности, требуемого в профессиональном автоспорте
- небольшой, по сравнению с однобазниками, объём моторного отсека, не позволяющий установить другой двигатель без вмешательства в силовые элементы конструкции

В России отмечено выступление Toyota Sera в ралли-спринтах и в соревнованиях по драг-рейсингу.
Несколько большую популярность Toyota Sera сыскала как база для внешнего тюнинга, стайлинга, построения шоу-каров.
На её базе создано большое количество проектов.

### Любительский тюнинг
Популярным методом увеличения мощности автомобиля является установка 1.3 турбодвигателя 4E-FTE от Toyota Starlet мощностью 135 л.с.,который при небольшой модернизации может выдавать мощность до 180 л.с. а после глубокого тюнинга до 300—350 л.с.
Более дорогой вариант, но позволяющий достичь большей мощности, это установка турбины на заводской 1.5 5E-FHE, такой двигатель может выдавать пиковую мощность до 400 л.с.
Менее популярный вариант, это установка форсированного атмосферного двигателя 1.6 литра 4A-GE мощностью 160—165 л.с. от платформы Toyota Corolla.
Вариант непопулярен, так как требует вмешательства и модификации силовой, несущей, части кузова внутри моторного отсека.
Отмечено несколько случаев установки полноприводной трансмиссии, установки механических нагнетателей.
Несколько Toyota Sera в Австралии и Новой Зеландии были модернизированы в электромобиль.